# Phoenicoprocta multicincta
Phoenicoprocta multicincta är en fjärilsart som beskrevs av Walker 1854. Phoenicoprocta multicincta ingår i släktet Phoenicoprocta och familjen björnspinnare. Inga underarter finns listade i Catalogue of Life.